# Remo Giazotto
Remo Giazotto (Róma, 1910. szeptember 4. – Pisa, 1998. augusztus 26.) olasz zenész, kritikus és zeneszerző, leginkább Tomaso Albinoni munkáinak általa készített, rendszerezett katalógusáról ismert. Megírta számos zeneszerző – köztük Albinoni, illetve Antonio Vivaldi – életrajzát.
1932-től zenei kritikusként, 1945-től 1949-ig szerkesztőként dolgozott a Rivista musicale italiana alkalmazásában, 1967-ben pedig társszerkesztője lett a magazinnak. 1957 és 1969 között zenetörténetet tanított a Firenzei Egyetemen.
1949-ben a RAI kamarazenei előadásainak, 1966-ban pedig az Európai Műsorsugárzók Uniója szerte sugárzott nemzetközi előadások rendezője lett. A rádió zeneszerzők életrajzát bemutató sorozatának szerkesztőjeként is dolgozott.
Giazotto leginkább g-moll Adagio-járól híres, melyről azt állította, hogy átirata egy Albinoni szonáta kézirat töredéknek, melyet a Szászországi Állami Könyvtártól kapott. Állítása szerint a művet nem ő szerezte, csupán összeállította. A történetet átdolgozva később sajátjának állította. A kézirat töredéket a nyilvánosság sosem látta, a darabot pedig saját nevén jegyeztette be.

## Írásai
- Il melodramma a Genova nei secoli XVII e XVIII (Genova, 1941)
- Tomaso Albinoni, 'musico violino dilettante veneto' (1671–1750) (Milano, 1945)
- Busoni: la vita nell opera (Milano, 1947)
- La musica a Genova nella vita pubblica e privata dal XIII al XVIII secolo (Genova, 1952)
- Poesia melodrammatica e pensiero critico nel Settecento (Milano, 1952)
- 'Il Patricio di Hercole Bottrigari dimostrato practicamente da un anonimo cinquecentesco', CHM, i (1953), 97–112
- Harmonici concenti in aere veneto (Roma, 1955)
- La musica italiana a Londra negli anni di Purcell (Roma, 1955)
- Annali Mozartiani (Milano, 1956)
- Giovan Battista Viotti (Milano, 1956)
- Musurgia nova (Milano, 1959)
- Vita di Alessandro Stradella (Milano, 1962)
- Vivaldi (Milano, 1965)
- La guerra dei palchi, NRMI, i (1967), 245–86, 465–508; iii (1969), 906–33; v (1971), 1304–52
- 'Nel CCC anno della morte di Antonio Cesti: ventidue lettere ritrovate nell' Archivio di Stato di Venezia', NRMI, iii (1969), 496–512

## Fordítás
- Ez a szócikk részben vagy egészben  a   Remo Giazotto című angol Wikipédia-szócikk ezen változatának fordításán alapul.  Az eredeti cikk szerkesztőit annak laptörténete sorolja fel. Ez a jelzés csupán a megfogalmazás eredetét és a szerzői jogokat jelzi, nem szolgál a cikkben szereplő információk forrásmegjelöléseként.